# Embraer
Embraer (порт. Empresa Brasileira de Aeronáutica) — бразильський авіабудівний конгломерат, який виробляє комерційні, військові, корпоративні та сільськогосподарські літаки, а також надає послуги в галузі авіації. Штаб-квартира розташована в місті Сан-Жозе-дус-Кампус, штат Сан-Паулу.
Компанія конкурує на міжнародному рівні з канадською Bombardier за звання третього за величиною виробника літаків після Airbus і Boeing.

## Історія

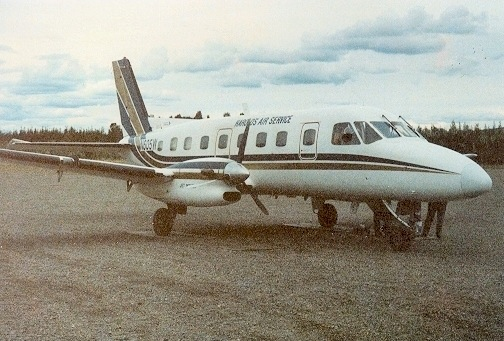
Embraer EMB 110 Bandeirante, рання модель

Прагнучи розвинути галузь регіональних літаків, бразильський уряд в 1940-50-х роках інвестує в цю царину. Незважаючи на це, результат — створення компанії Embraer — з'явився тільки в 1969 році. Вона заснована як компанія, контрольована державою. Її першим президентом став призначений на цю посаду урядом Озіріс Сілва. Першим літаком компанії став турбогвинтовий пасажирський EMB 110 Bandeirante.

### Раннє зростання
Зростанню компанії в перший час сприяли контракти на виробництво з боку бразильського уряду. Вона залишалася єдиним постачальником літаків для місцевого ринку аж до 1975 року.
У 1970-х більшість продукції Embraer становили військові літаки, в тому числі AT-26 Xavante (вироблений за ліцензією італійський Aermacchi MB-326) і EMB 312 Tucano. Ситуація змінилася в 1985 році, коли був представлений регіональний пасажирський літак EMB 120 Brasilia. Він був націлений на експорт і став найбільш успішним на той момент літаком Embraer.

### Виробництво літаків Piper за ліцензією
У 1974 почала виробництво за ліцензією легких літаків компанії Piper Aircraft. Виробництво було організовано за принципом CKD: деталі вироблялися на заводі Piper в США, після чого доставлялися Embraer для остаточного складання і продажу в Бразилії і країнах Латинської Америки. До 1978 року більшість деталей і компонентів проводилися вже на місці. У період з 1974 по 2000 рік було продано близько 2,5 тисячі вироблених за ліцензією літаків.

### Приватизація
Створена за задумом бразильського уряду і контрольована державою з самого моменту створення і згодом Embraer почала процес приватизації під час правління Ітамара Франку. У той період приватизувалися і багато інших бразильських компаній, доти підконтрольні уряду. Embraer була продана 7 грудня 1991 року, що дозволило уникнути назріваючого банкрутства. При цьому компанія продовжила вигравати державні контракти.
В уряду залишилася лише «золота акція», що дає можливість права вето в питаннях поставок військових літаків.

#### Вихід на біржі
У 2000 проводиться первинне публічне розміщення акцій Embraer одночасно на двох фондових біржах: NYSE і BM & F Bovespa. Акції компанії (станом на 2008 рік) були поділені наступним чином: Bozano Group — 11,10 %, Previ (бразильський пенсійний фонд) — 16,4 %, Sistel — 7,4 %, Dassault Aviation — 2,1 %, EADS — 2,1 %, Thales — 2,1 %, Safran — 1,1 %, уряд Бразилії — 0,3 %, інші нині котируються на біржі.

### Створення нових літаків: військових, регіональних і адміністративних

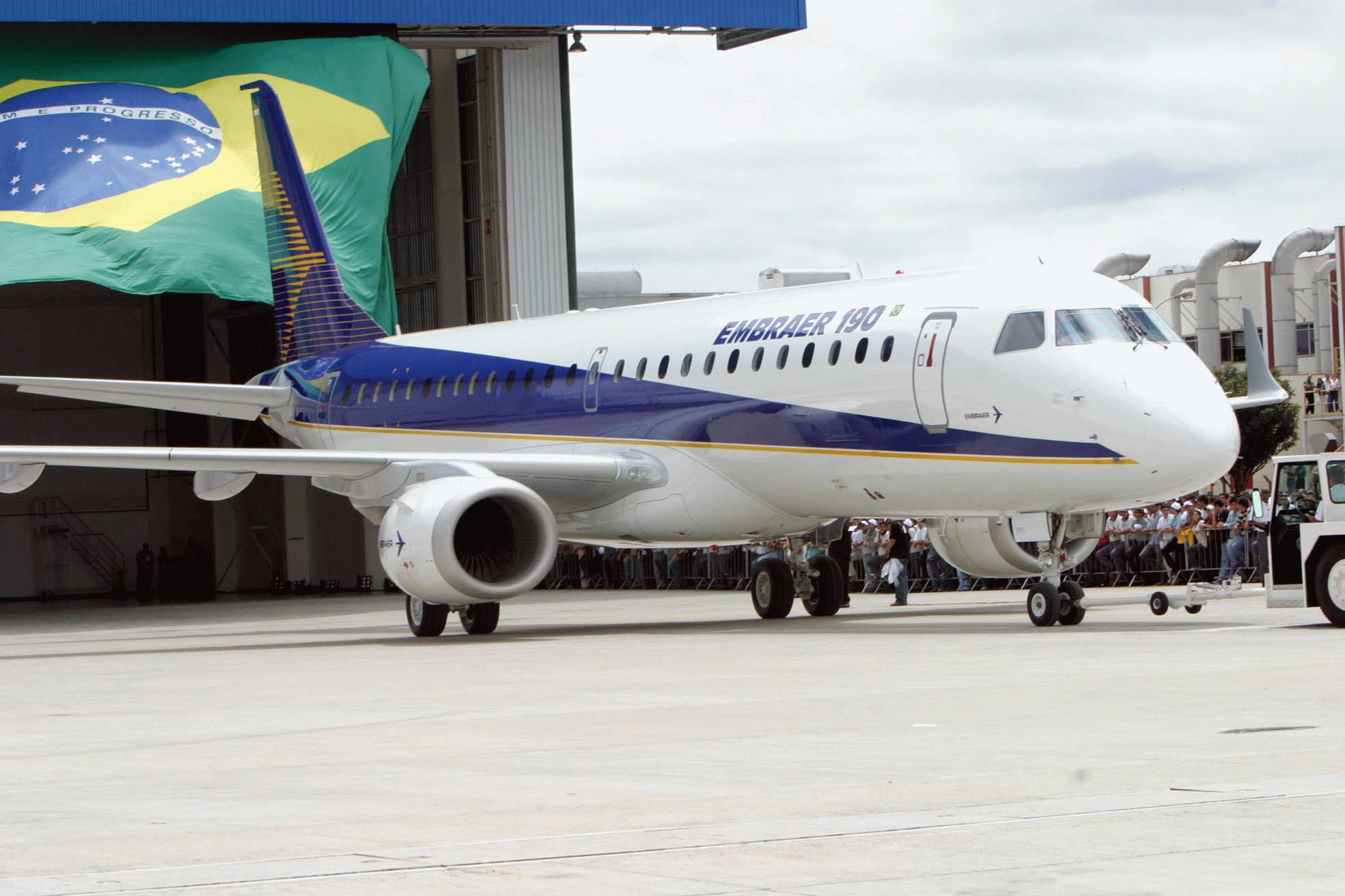
Embraer 190

У середині 1990-х років компанія фокусується на виробництві невеликих комерційних авіалайнерів, віддаючи їм пріоритет над військовою авіацією, яка раніше становила більшість вироблених Embraer літаків. Незабаром виробництво розширилося і до більших регіональних авіалайнерів, розрахованих на 70-110 пасажирських місць, а також менших за розміром адміністративних літаків. Сьогодні компанія продовжує виробляти літаки як для цивільних, так і для військових потреб.
У жовтні 2010 року було оголошено про плани з розвитку далекомагістральних адміністративних авіалайнерів, серед яких на той момент переважали літаки Gulfstream, Bombardier і Dassault. Через три роки, в жовтні 2013, компанія представляє Lineage 1000E.

#### Військово-транспортна авіація
19 квітня 2007 року було оголошено про розгляд виробництва двомоторного військово-транспортного літака KC-390. Робота почалася в 2009 році з фінансування ВПС Бразилії. Інтерес у купівлі такого літака також висловила бразильська поштова служба Correios. Крім того, зацікавлені були і деякі країни Південної Америки, включаючи Аргентину. З використанням багатьох технологій, розроблених для Embraer 190, KC-390 повинен забезпечити вантажопідйомність до 23 тонн, а також покликаний замінити транспортні літаки часів Холодної війни.

### Розбіжності через урядові субсидії
Світовою організацією торгівлі було встановлено, що уряди Бразилії та Канади в кінці 1990-х — початку 2000-х надавали незаконні субсидії приватним місцевим авіабудівним компаніям (Embraer і Bombardier Aerospace відповідно).

## Виробничі потужності
Штаб-квартира розташована в місті Сан-Жозе-дус-Кампус, штат Сан-Паулу. Там же знаходиться і одне з виробництв. Інші заводи Embraer в Бразилії є на території того ж штату в містах Ботукату, Гавіала-Пейшоту і, можливо, деяких інших. Компанія має представництва в Пекіні, Парижі, Сінгапурі, Форт-Лодердейлі і Вашингтоні.

### Виробництва за межами Бразилії
- Embraer Португалія/Європа (Евора, Португалія).
- Виробничі потужності для Phenom 100 і 300, Legacy 450 і 500 в Міжнародному аеропорту Мельбурна[en] (штат Флорида, США).[17]

### Дочірні компанії
- EAMS — Embraer Aircraft Maintenance Services Inc. (Нешвілл, штат Теннессі, США) — технічна допомога та обслуговування.
- OGMA[en] — Indústria Aeronáutica de Portugal (Алверка-ду-Рібатежу, Португалія) — обслуговування компонентів літаків, ремонт і виробництво, а також служба з експлуатації авіалайнерів.
- Embraer Aircraft Holding, Inc. — Штаб-квартира в США знаходиться поруч з Форт-Лодердейл, Флорида, а офіс з міжнародних зв'язків — в Вашингтоні.

### Спільні підприємства
- Harbin Embraer (Харбін, Китай) — виробляє літаки сімейства ERJ для китайського ринку[en].

## Продукція

### Комерційні літаки
- Embraer EMB 110 Bandeirante
- Embraer EMB 120 Brasilia

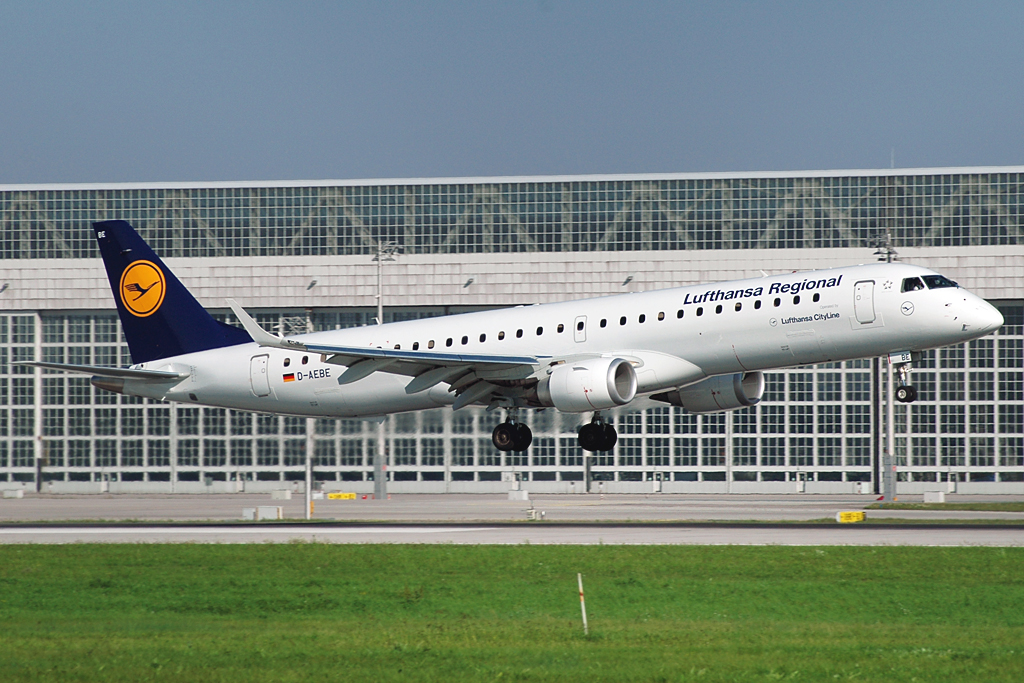
Embraer 195LR авіакомпанії Lufthansa CityLine

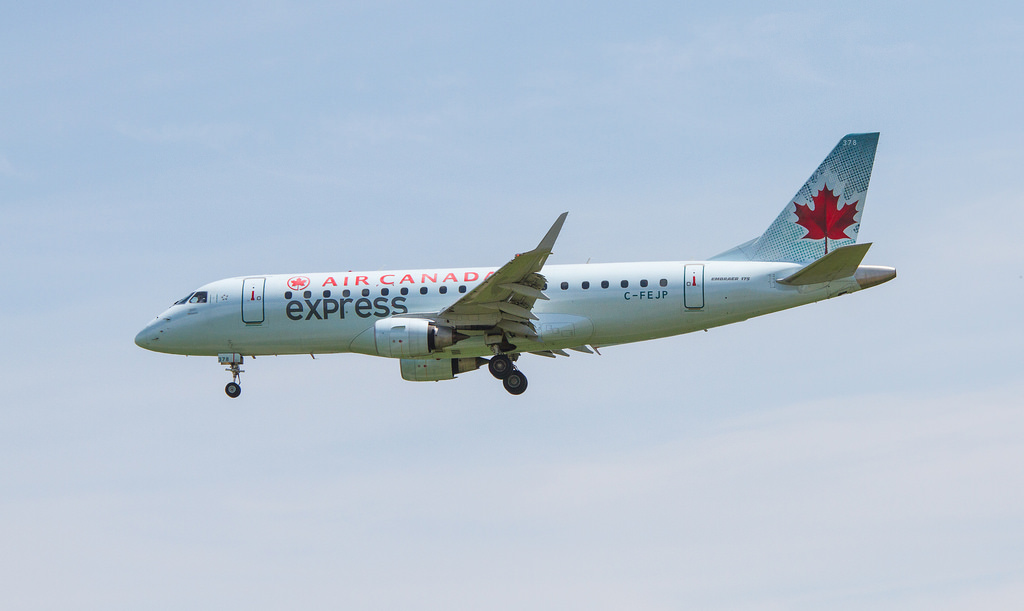
Embraer 175 авіакомпанії Air Canada Express

- Embraer/FMA CBA 123 Vector — проект скасовано після побудови двох прототипів
- Embraer ERJ, в тому числі:
  - Embraer ERJ 135 (37 пасажирів)
  - Embraer ERJ 140 (44 пасажирів)
  - Embraer ERJ 145 (50 пасажирів)
- Embraer E-Jet, в тому числі:
  - Embraer 170 (80 пасажирів)
  - Embraer 175 (88 пасажирів)
  - Embraer 190 (110 пасажирів)
  - Embraer 195 (122 пасажирів)

### Військові літаки

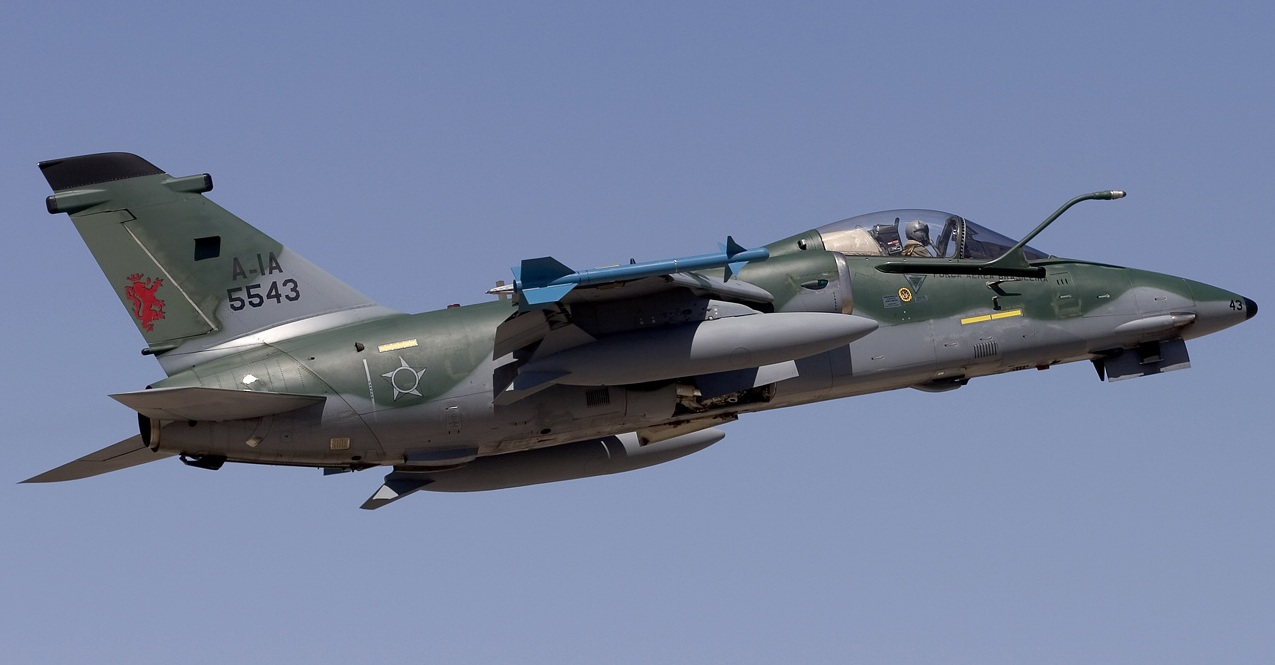
AMX A-1A ВПС Бразилії

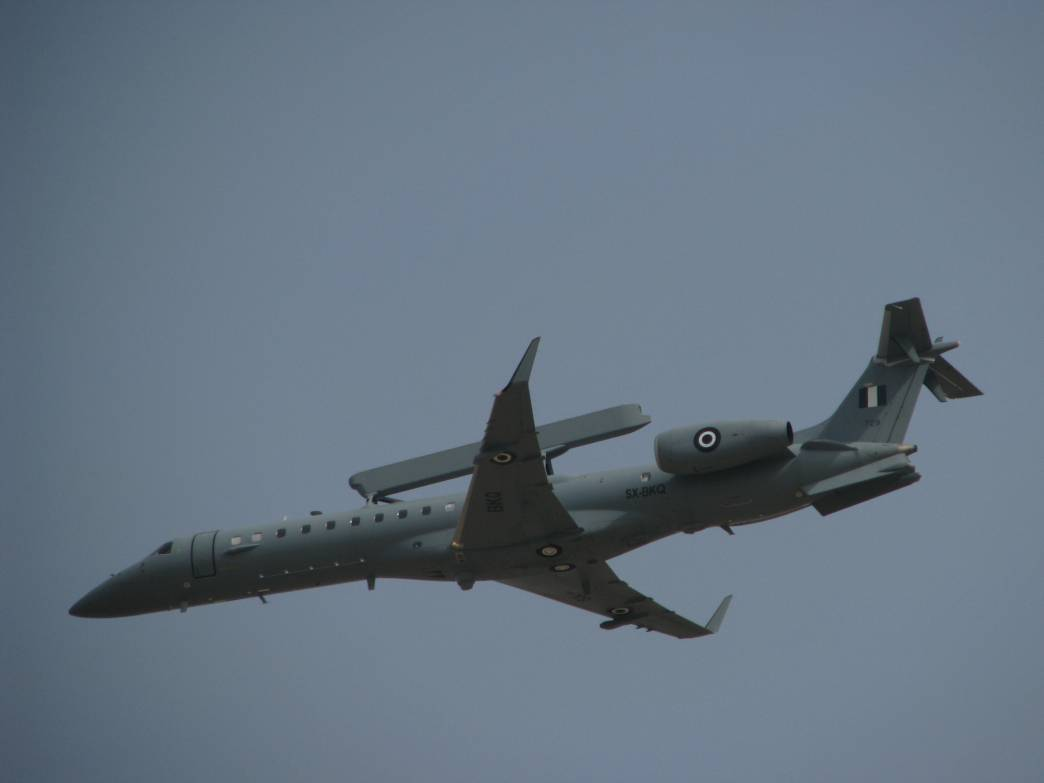
EMB-145 AEW&C ВПС Греції

- Embraer EMB 111 Bandeirulha — спеціальна версія призначена для морського патрулювання, використовуються ВПС Бразилії.
- Embraer EMB 312 Tucano
- Embraer EMB 314 Super Tucano
- AMX International AMX
- Embraer R-99
- Embraer 145 AEW&C
- Embraer 145 RS/AGS
- Embraer P-99
- Embraer KC-390

### Корпоративні літаки

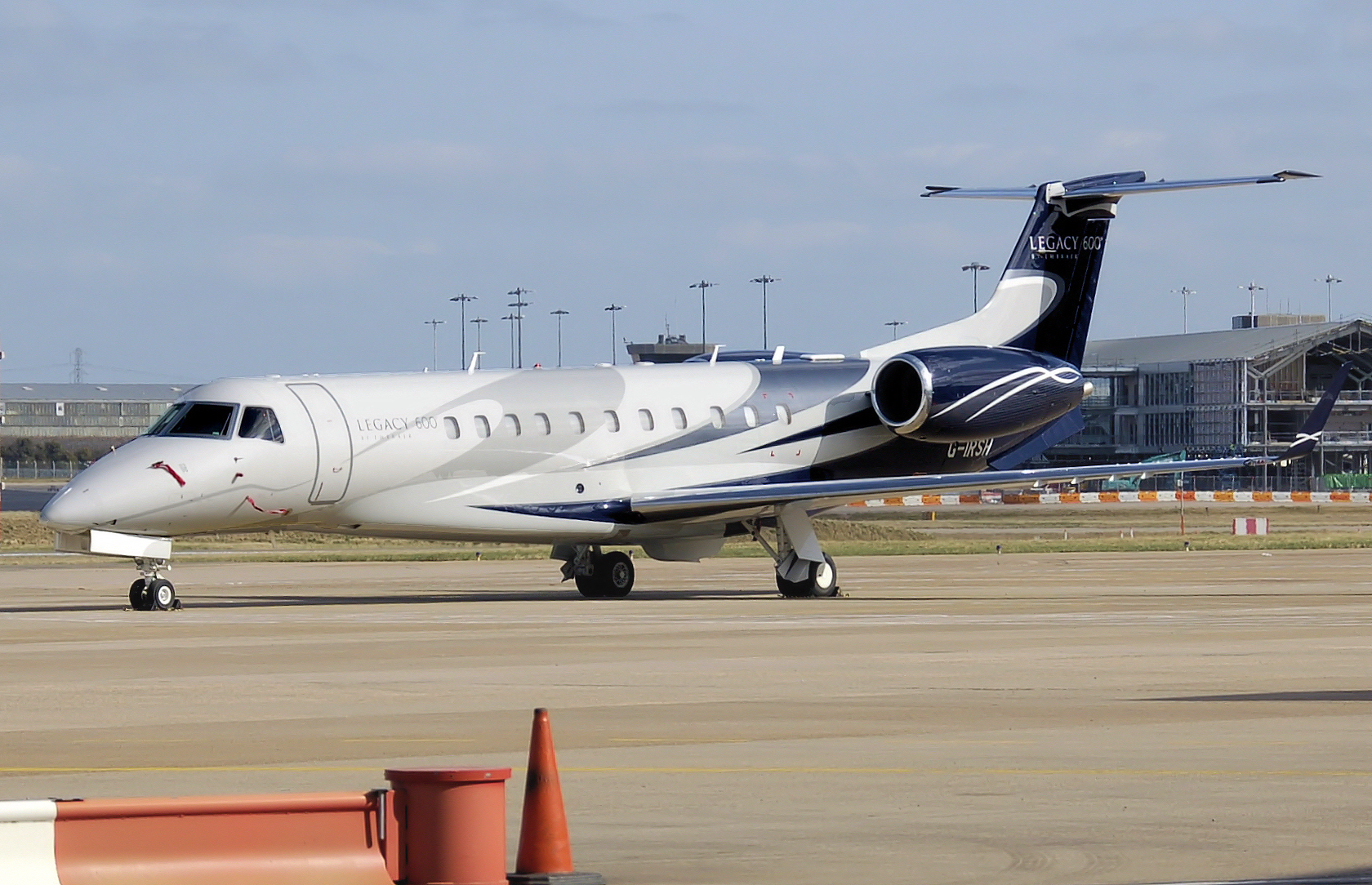
приватний джет Legacy 600

- Embraer Lineage 1000
- Embraer Legacy, в тому числі:
  - Embraer Legacy 450
  - Embraer Legacy 500
  - Embraer Legacy 600
  - Embraer Legacy 650
- Embraer Phenom, в тому числі:
  - Embraer Phenom 100
  - Embraer Phenom 300

### Сільськогосподарські літаки
- Embraer EMB 202 Ipanema

### Літаки загального призначення
- Embraer EMB 121 Xingu

### Експериментальні літаки
- Embraer MFT-LF

### Літаки, вироблені за ліцензією

#### Військові
- Embraer Xavante (Aermacchi MB-326)

#### Цивільні (загального призначення)
- Embraer Sêneca (Piper PA-34 Seneca)
- Embraer Corisco (Piper PA-28 Cherokee)
- Embraer Carioca (Piper PA-32)
- Embraer EMB 720 Minuano (Piper PA-32)
- Embraer Navajo (Piper PA-31 Navajo)
- Embraer Sertanejo (Piper PA-32)
- Embraer Tupi (Piper PA-28 Cherokee)

### Плани на майбутнє
У травні 2011 Embraer заявила про розгляд планів зі створення більших авіалайнерів з п'ятимісними рядами (п'ять місць, розділених проходом), але в підсумку вирішує розвивати сімейство E-Jet і розробляти його в другому поколінні — E-jet E2.

## Поставки
| Рік                           | 1996 | 1997 | 1998 | 1999 | 2000 | 2001 | 2002 | 2003 | 2004 | 2005 | 2006 | 2007 | 2008 | 2009 | 2010 | 2011 | 2012 | 2013 |
| ----------------------------- | ---- | ---- | ---- | ---- | ---- | ---- | ---- | ---- | ---- | ---- | ---- | ---- | ---- | ---- | ---- | ---- | ---- | ---- |
| Кількість поставлених літаків | 4    | 32   | 60   | 96   | 160  | 161  | 131  | 101  | 148  | 141  | 130  | 169  | 204  | 244  | 246  | 204  | 205  | 209  |

Дані включають в себе військові модифікації пасажирських літаків.
Станом на 2015 рік в світі експлуатується 620 літаків сімейства ERJ 145 і 1102 — E-Jet.